# Malîi Pereviz, Șîșakî
Malîi Pereviz (în ucraineană Малий Перевіз) este un sat în comuna Kuibîșeve din raionul Șîșakî, regiunea Poltava, Ucraina.

## Demografie
Componența lingvistică a localității Malîi Pereviz
     Ucraineană (96,77%)
     Rusă (2,15%)
Conform recensământului din 2001, majoritatea populației localității Malîi Pereviz era vorbitoare de ucraineană (96,77%), existând în minoritate și vorbitori de rusă (2,15%) și găgăuză (1,08%).